# Stenomacrus curvicaudatus
Stenomacrus curvicaudatus är en stekelart som först beskrevs av Carl Gustav Alexander Brischke 1871.  Stenomacrus curvicaudatus ingår i släktet Stenomacrus och familjen brokparasitsteklar. Arten är reproducerande i Sverige. Inga underarter finns listade i Catalogue of Life.